# Tennistoernooi van Indian Wells 2017
|                                         |  |                                      |
| Jelena Vesnina, winnares bij de vrouwen |  | Roger Federer, winnaar bij de mannen |

Het tennistoernooi van Indian Wells van 2017 werd van 8 tot en met 19 maart 2017 gespeeld op de hardcourt-buitenbanen van de Indian Wells Tennis Garden in de Amerikaanse plaats Indian Wells. De officiële naam van het toernooi was BNP Paribas Open.
Het toernooi bestond uit twee delen:
- WTA-toernooi van Indian Wells 2017, het toernooi voor de vrouwen
- ATP-toernooi van Indian Wells 2017, het toernooi voor de mannen

## Toernooikalender
| Indian Wells      | maart 2017 | maart 2017 | maart 2017 | maart 2017 | maart 2017 | maart 2017 | maart 2017  | maart 2017  | maart 2017   | maart 2017   | maart 2017   | maart 2017   | maart 2017 |
| Indian Wells      | woe 8      | don 9      | vrĳ 10     | zat 11     | zon 12     | maa 13     | din 14      | woe 15      | don 16       | don 16       | vrĳ 17       | zat 18       | zon 19     |
| ----------------- | ---------- | ---------- | ---------- | ---------- | ---------- | ---------- | ----------- | ----------- | ------------ | ------------ | ------------ | ------------ | ---------- |
| vrouwenenkelspel  | 1e ronde   | 1e ronde   | 2e ronde   | 2e ronde   | 3e ronde   | 3e ronde   | 4e ronde    | kwartfinale | kwartfinale  | kwartfinale  | halve finale |              | finale     |
| vrouwendubbelspel | 1e ronde   | 1e ronde   | 1e ronde   | 2e ronde   | 2e ronde   | 2e ronde   | kwartfinale | kwartfinale | halve finale | halve finale |              | finale       |            |
| mannenenkelspel   |            | 1e ronde   | 1e ronde   | 2e ronde   | 2e ronde   | 3e ronde   | 3e ronde    | 4e ronde    | kwartfinale  | kwartfinale  | kwartfinale  | halve finale | finale     |
| mannendubbelspel  |            |            | 1e ronde   | 1e ronde   | 1e ronde   | 2e ronde   |             | kwartfinale | halve finale | halve finale | halve finale | finale       |            |

ATP-toernooi van Indian Wells‎ – WTA-toernooi van Indian Wells‎

1989 · 1990 · 1991 · 1992 · 1993 · 1994 · 1995 · 1996 · 1997 · 1998 · 1999 · 2000 · 2001 · 2002 · 2003 · 2004 · 2005 · 2006 · 2007 · 2008 · 2009 · 2010 · 2011 · 2012 · 2013 · 2014 · 2015 · 2016 · 2017 · 2018 · 2019 · 2020 · 2021 · 2022 · 2023 · 2024 · 2025